# Hymenocallis portamonetensis
Hymenocallis portamonetensis är en amaryllisväxtart som beskrevs av Pierfelice Ravenna. Hymenocallis portamonetensis ingår i släktet Hymenocallis och familjen amaryllisväxter. Inga underarter finns listade i Catalogue of Life.